# Svartkronad sångtangara
Svartkronad sångtangara (Phaenicophilus palmarum) är en fågel i familjen sångtangaror inom ordningen tättingar.

## Utseende och läte
Svartkronad sångtangara är en relativt stor tangaralik fågel med rätt lång, kraftig och spetsig näbb. Fjäderdräkten är omisskännlig, med gulgrönt på ovansida och stjärt, grått i nacken och på undersidan, svart på ansiktet och hjässan samt tre kontrasterande vita fläckar vid ögonen och vit strupe. Systerarten gråkronad sångtangara har just istället grå hjässa, men även grått centralt på strupen. Bland lätena hörs ljusa och tunna "tseeoo" och "ts" liksom nasala "byu".

## Utbredning och systematik
Fågeln förekommer i låglänta områden på Hispaniola förutom i södra Haiti. Den behandlas som monotypisk, det vill säga att den inte delas in i några underarter.

## Familjetillhörighet
Tidigare placerades den i familjen tangaror (Thraupidae). DNA-studier visar dock att den tillhör en helt egen utvecklingslinje tillsammans med några andra arter tangaror och skogssångare som alla enbart förekommer i Västindien. Numera förs den därför till den nyskapade familjen sångtangaror (Phaenicophilidae).

## Levnadssätt
Svartkronad sångtangara är en vanligt förekommande fågel som hittas i stort sett i vilka buskrika miljöer som helst. Där är den förhållandevis trög i sina rörelser, ofta knyckande på stjärten.

## Status
Arten har ett stort utbredningsområde och beståndet anses stabilt. Internationella naturvårdsunionen IUCN listar den därför som livskraftig (LC).